# Phygadeuon alpinus
Phygadeuon alpinus är en stekelart som först beskrevs av Thomson 1884.  Phygadeuon alpinus ingår i släktet Phygadeuon och familjen brokparasitsteklar. Arten är reproducerande i Sverige. Inga underarter finns listade i Catalogue of Life.